# Liste des épisodes de Power Rangers : Force Cyclone
 (décembre 2013).
Si vous disposez d'ouvrages ou d'articles de référence ou si vous connaissez des sites web de qualité traitant du thème abordé ici, merci de compléter l'article en donnant les références utiles à sa vérifiabilité et en les liant à la section « Notes et références ».
Cet article présente le guide des épisodes de la onzième saison de la série télévisée américaine Power Rangers, Power Rangers : Force Cyclone.

## Épisode 01:Le calme avant la tempête
- N° de production : 459
- Titre original : Prelude to a Storm
- Première diffusion : 14 février 2003

## Épisode 02:L'équipe avant tout
- N° de production : 460
- Titre original : There's No '1' in Team
- Résumé : 15 février 2003

## Épisode 03:Les beautés de la plage
- N° de production : 461
- Titre original : Beauty and the Beach
- Résumé : 22 février 2003

## Épisode 04:Les nouveaux arrivants
- N° de production : 462
- Titre original : Looming Thunder
- Résumé : 2 mai 2003

## Épisode 05:Un duo d'enfer partie 1
- N° de production : 463
- Titre original : Thunder Strangers, Part I
- Résumé : 9 mai 2003

## Épisode 06:Un duo d'enfer partie 2
- N° de production : 464
- Titre original : Thunder Strangers, Part II
- Résumé : 17 mai 2003

## Épisode 07:Un duo d'enfer partie 3
- N° de production : 465
- Titre original : Thunder Strangers, Part III
- Résumé : 23 mai 2003

## Épisode 08:Une belle planète
- N° de production : 466
- Titre original : Nowhere to Grow
- Résumé : 27 juin 2003

## Épisode 09:Le coiffeur manqué
- N° de production : 467
- Titre original : Snip It, Snip It Good
- Résumé : 12 juillet 2003

## Épisode 10:Un retour attendu partie 1
- N° de production : 468
- Titre original : Return of Thunder, Part I
- Résumé : 1er août 2003

## Épisode 11:Un retour attendu partie 2
- N° de production : 469
- Titre original : Return of Thunder, Part II
- Résumé : 1er août 2003

## Épisode 12:Un retour attendu partie 3
- N° de production : 470
- Titre original : Return of Thunder, Part III
- Résumé : 1er août 2003

## Épisode 13:Un retour attendu partie 4
- N° de production : 471
- Titre original : Return of Thunder, Part IV
- Résumé : 26 septembre 2003

## Épisode 14:Le boxeur fou
- N° de production : 472
- Titre original : Boxing Bopp-a-Roo
- Résumé : 10 octobre 2003

## Épisode 15:Du cochon au menu!
- N° de production : 473
- Titre original : Pork Chopped
- Résumé : 18 octobre 2003

## Épisode 16:Le voyage du samouraï partie 1
- N° de production : 474
- Titre original : The Samurai's Journey, Part I
- Résumé : 18 octobre 2003

## Épisode 17:Le voyage du samouraï partie 2
- N° de production : 475
- Titre original : The Samurai's Journey, Part II
- Résumé : 18 octobre 2003

## Épisode 18:Le voyage du samouraï partie 3
- N° de production : 476
- Titre original : The Samurai's Journey, Part III
- Résumé : 18 octobre 2003

## Épisode 19:Une odeur de ranger
- N° de production : 477
- Titre original : Scent of a Ranger
- Résumé : 18 octobre 2003

## Épisode 20:Lothor, on t'aime
- N° de production : 478
- Titre original : I Love Lothor
- Résumé : 18 octobre 2003

## Épisode 21:Un beau geste
- N° de production : 479
- Titre original : Good Will Hunter
- Résumé : 11 novembre 2003

## Épisode 22:La Reine des abeilles
- N° de production : 480
- Titre original : All About Beevil
- Résumé : 11 novembre 2003

## Épisode 23:Jeu de rôles
- N° de production : 481
- Titre original : Sensei Switcheroo
- Résumé : 11 novembre 2003

## Épisode 24:Ne tirez pas la langue!
- N° de production : 482
- Titre original : Tongue and Cheek
- Résumé : 11 novembre 2003

## Épisode 25:Frères d'armes
- N° de production : 483
- Titre original : Brothers in Arms
- Résumé : 11 novembre 2003

## Épisode 26:Le karma de Shane Partie 1
- N° de production : 484
- Titre original : Shane's Karma, Part I
- Résumé : 11 novembre 2003

## Épisode 27:Le karma de Shane Partie 2
- N° de production : 485
- Titre original : Shane's Karma, Part II
- Résumé : 21 novembre 2003

## Épisode 28:Le retour de Shimazu partie 1
- N° de production : 486
- Titre original : Shimazu Returns, Part I
- Résumé : 21 novembre 2003

## Épisode 29:Le retour de Shimazu partie 2
- N° de production : 487
- Titre original : Shimazu Returns, Part II
- Résumé : 21 novembre 2003

## Épisode 30:Un grand coup de balai
- N° de production : 488
- Titre original : The Wild Wipeout
- Résumé : 21 novembre 2003

## Épisode 31:Soupçons
- N° de production : 489
- Titre original : Double-Edged Blake
- Résumé : 21 novembre 2003

## Épisode 32:L'oeil du cyclone
- N° de production : 490
- Titre original : Eye of the Storm
- Résumé : 21 novembre 2003

## Épisode 33:Prise de pouvoir partie 1
- N° de production : 491
- Titre original : General Deception, Part I
- Résumé : 7 novembre 2003

## Épisode 34:Prise de pouvoir partie 2
- N° de production : 492
- Titre original : General Deception, Part II
- Résumé : 7 novembre 2003

## Épisode 35:Une brillante journée
- N° de production : 493
- Titre original : A Gem of a Day
- Résumé : 7 novembre 2003

## Épisode 36:En dessous de tout
- N° de production : 494
- Titre original : Down and Dirty
- Résumé : 7 novembre 2003

## Épisode 37:La tempête avant le calme Partie 1
- N° de production : 495
- Titre original : Storm Before the Calm, Part I
- Résumé : 5 décembre 2003

## Épisode 38:La tempête avant le calme Partie 2
- N° de production : 496
- Titre original : Storm Before the Calm, Part II
- Résumé : 5 novembre 2003